# 리베카 체임버스
리베카 체임버스(Rebecca Chambers)는 캡콤의 게임 바이오하자드 시리즈에 등장하는 인물이다.

## 캐릭터
라쿤 시경 특수 부대 S.T.A.R.S. 브라보 팀에 소속. 위치는 리어 보안(RS). 18살에 대학의 학사 과정을 우수한 성적으로 졸업하였다. 화학 및 약품의 정제, 조합의 전문가로, 그 재능과 지식 덕분에 S.T.A.R.S.에 스카우트된지 얼마 안된 신인이며, 알파 팀 소속의 크리스 레드필드와 질 발렌타인의 면식은없고, 양옥 사건으로 처음 만난다. 조금 아이 같은 성격으로, 정신적으로 취약한 부분이 있지만, 동요하지 않는 마이 페이스와 천부적인 생존 능력을 가지고 있다. T-바이러스의 완전한 항체를 가지고 있다.